# Лонгтон (Канзас)
Лонгтон (енгл. Longton) град је у америчкој савезној држави Канзас.

## Демографија
По попису из 2010. године број становника је 348, што је 46 (-11,7%) становника мање него 2000. године.
| Група             | 2000.       | 2010.       |
| Белци             | 370 (93,9%) | 321 (92,2%) |
| Афроамериканци    | 0 (0,0%)    | 0 (0,0%)    |
| Азијати           | 0 (0,0%)    | 0 (0,0%)    |
| Хиспаноамериканци | 13 (3,3%)   | 14 (4,0%)   |
| Укупно            | 394         | 348         |